# Notoxus hirsutus
Notoxus hirsutus är en skalbaggsart som beskrevs av Champion 1890. Notoxus hirsutus ingår i släktet Notoxus och familjen kvickbaggar. Inga underarter finns listade i Catalogue of Life.